# Romaniuńskie Łąki
Romaniuńskie Łąki – dawna kolonia na Litwie, w okręgu wileńskim, w rejonie święciańskim, w gminie Hoduciszki.

## Historia
W czasach zaborów w gminie Huduciszki, w powiecie święciańskim, w guberni wileńskiej Imperium Rosyjskiego.
W dwudziestoleciu międzywojennym kolonia leżała w Polsce, w województwie wileńskim, w powiecie święciańskim, w gminie Hoduciszki.
W 1931 w 4 domach zamieszkiwało 19 osób.
Od 1945 roku w Litewskiej Socjalistycznej Republice Radzieckiej.